# Parafia Matki Bożej Królowej Korony Polskiej w Krysiakach
Parafia pw. Matki Bożej Królowej Korony Polskiej w Krysiakach – parafia rzymskokatolicka należąca do dekanatu Myszyniec, diecezji łomżyńskiej, metropolii białostockiej. Erygowana została w 1995 roku. Jest prowadzona przez księży diecezjalnych. 
Na terenie parafii znajduje się kościół pod wezwaniem Matki Bożej Królowej Korony Polskiej, zbudowany w latach 1982-1986, gdy Krysiaki należały do parafii Trójcy Przenajświętszej w Myszyńcu. 

## Historia
W marcu 2021 proboszcz Parafii Matki Bożej Królowej Korony Polski ks. Mirosław Teofilak. został aresztowany pod zarzutem nieumyślnego spowodowania wypadku skutkującego ciężkimi obrażeniami ciała, ucieczki z miejsca zdarzenia i nieudzielenia pomocy ofierze wypadku. Po zatrzymaniu przez policję ksiądz proboszcz wydał oświadczenie, w którym przeprosił pokrzywdzoną, zadeklarował swoją pomoc w wyjaśnianiu okoliczności wypadku, a także zaoferował wsparcie dla ofiary. 
Kuria wyznaczyła administratora, którym został ks. Artur Rostkowski.

## Galeria

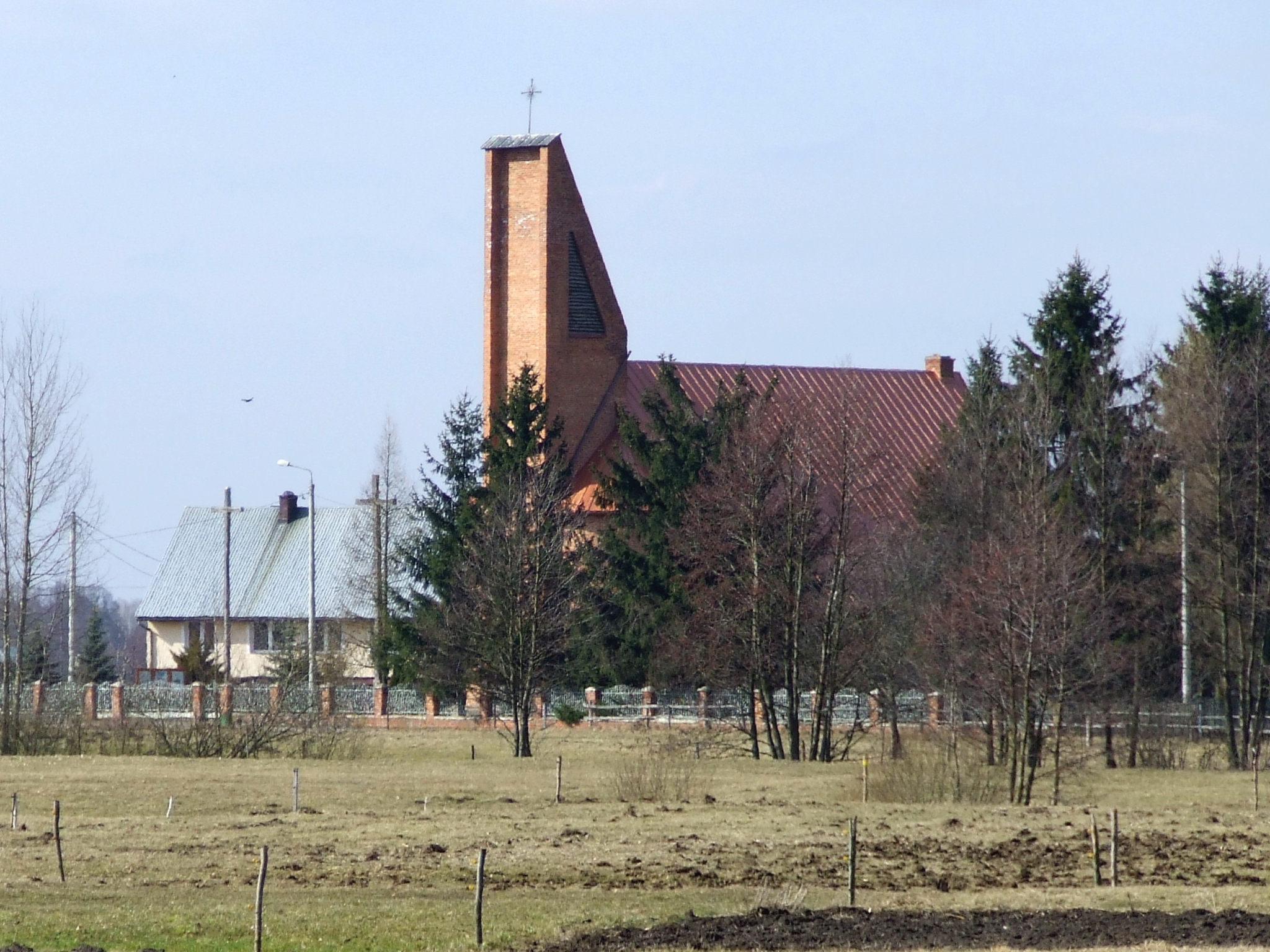
kościół z oddali
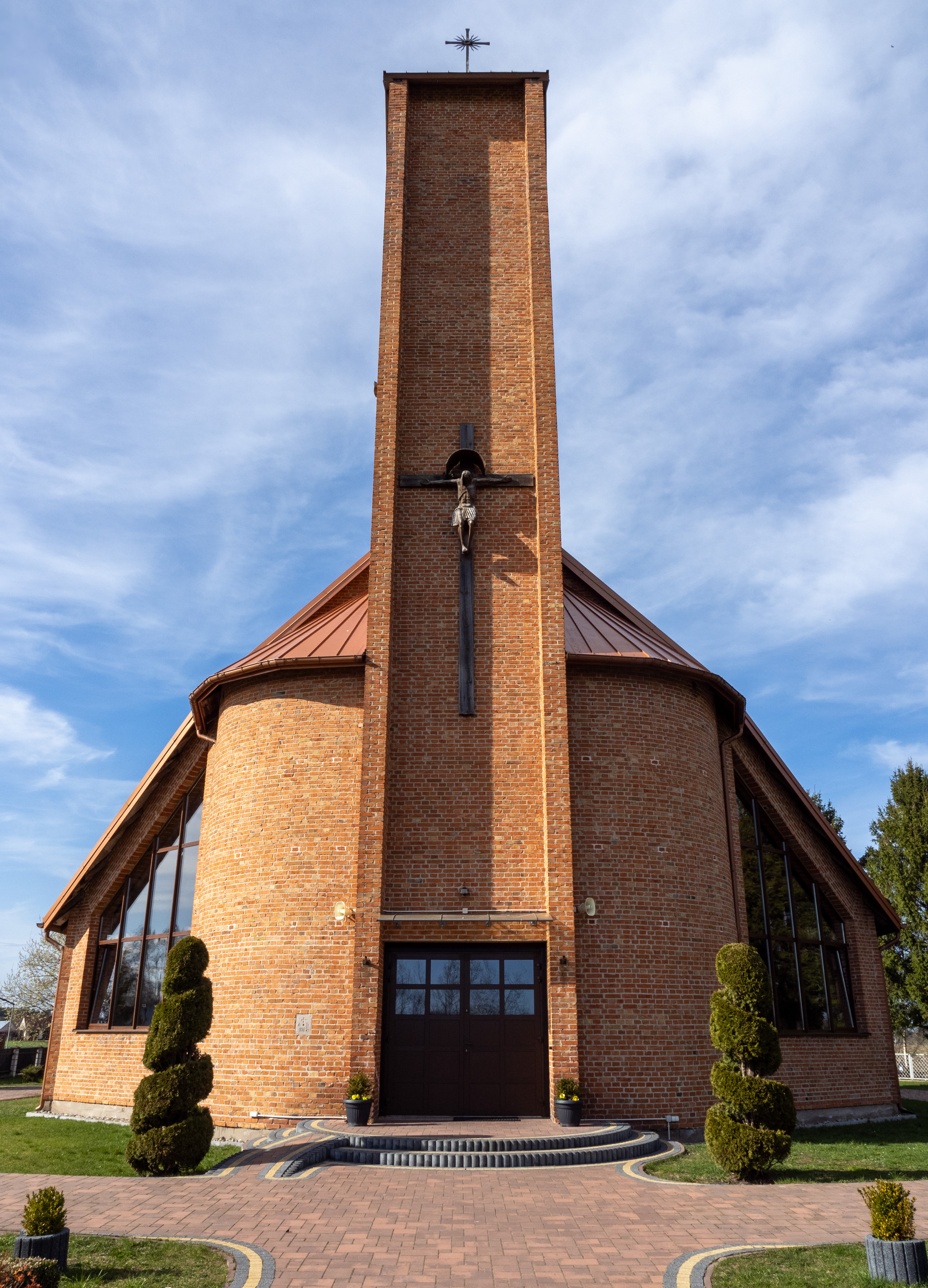
kościół od frontu
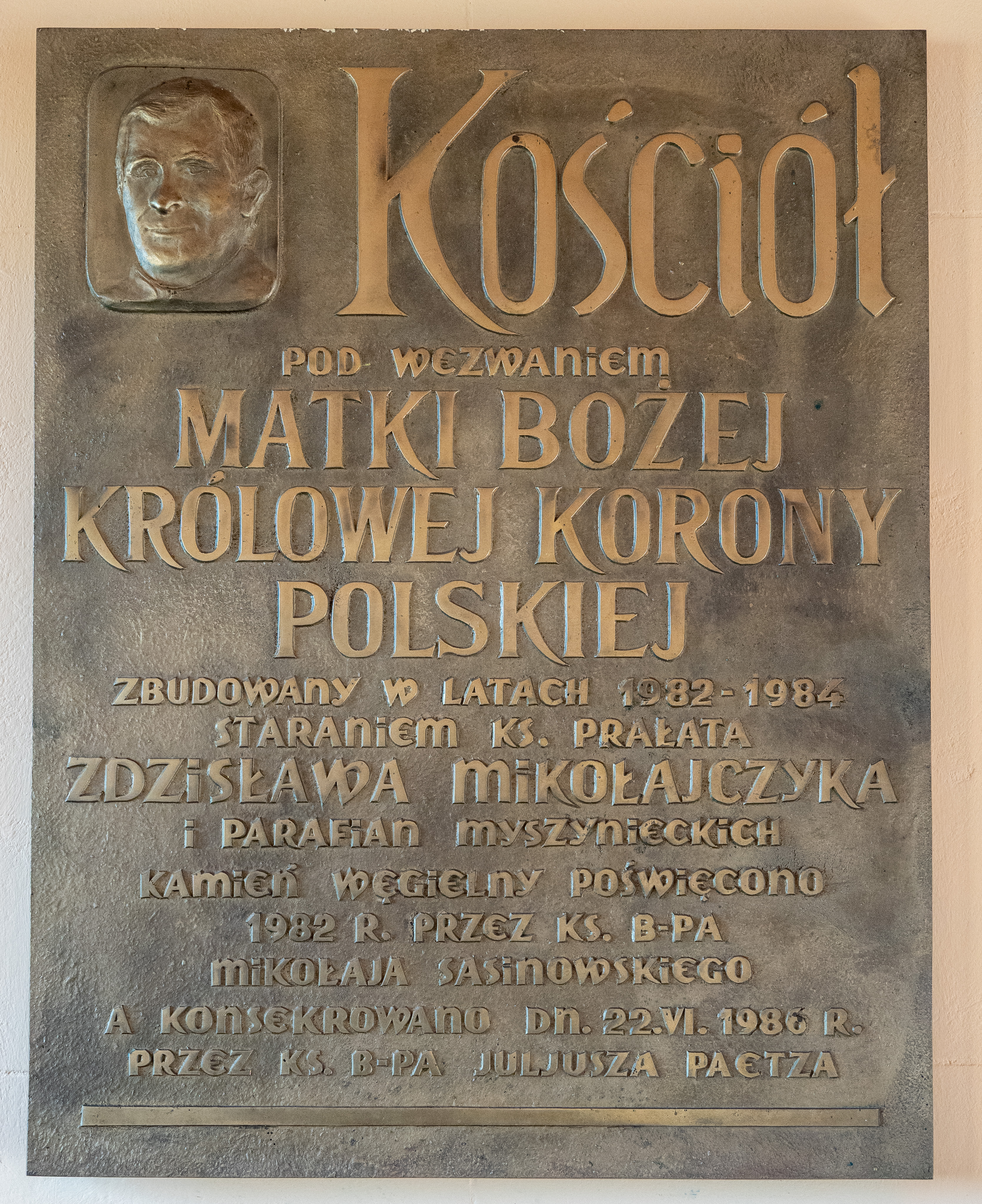
Tablica pamiątkowa
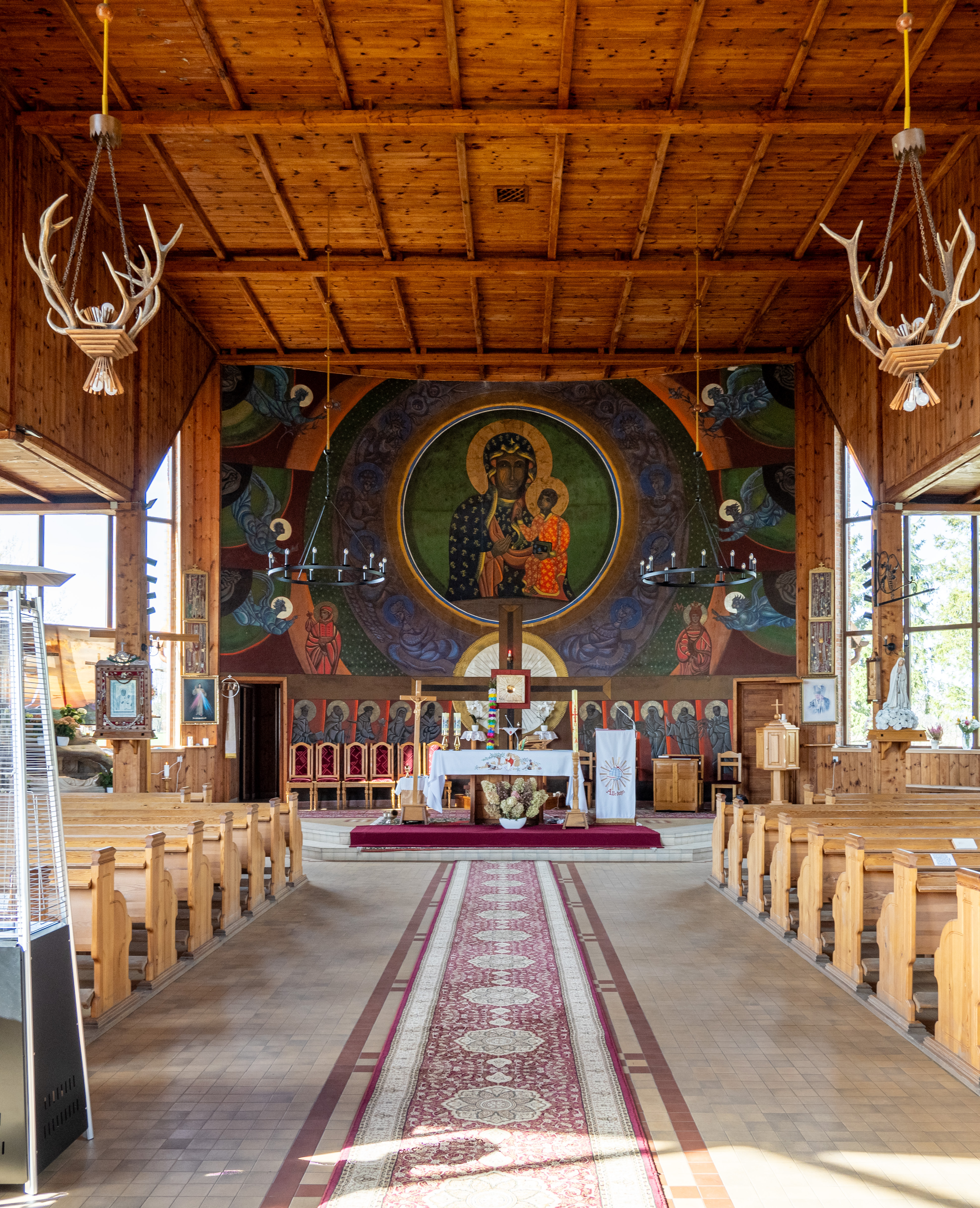
Nawa główna
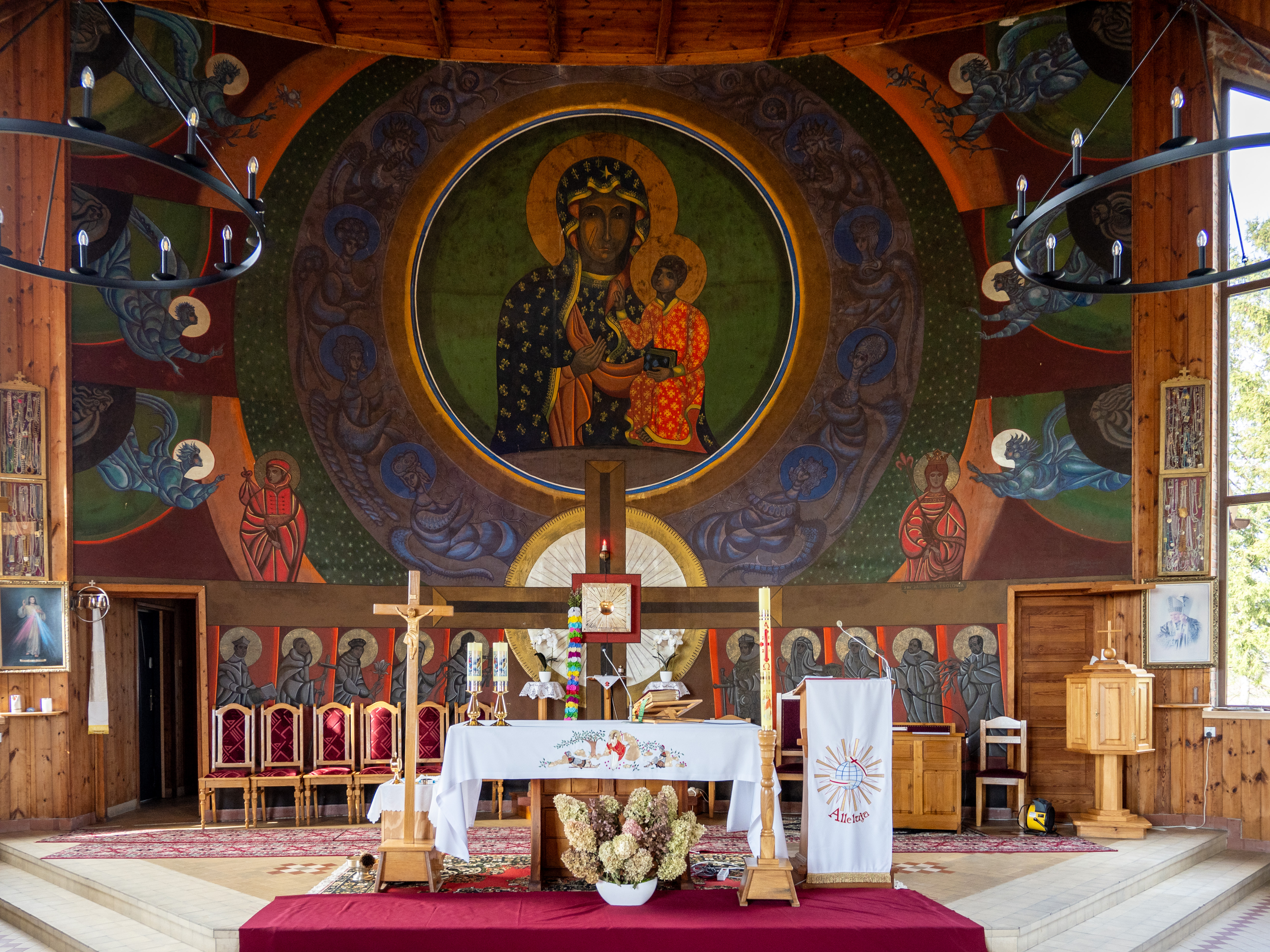
Prezbiterium i ołtarz
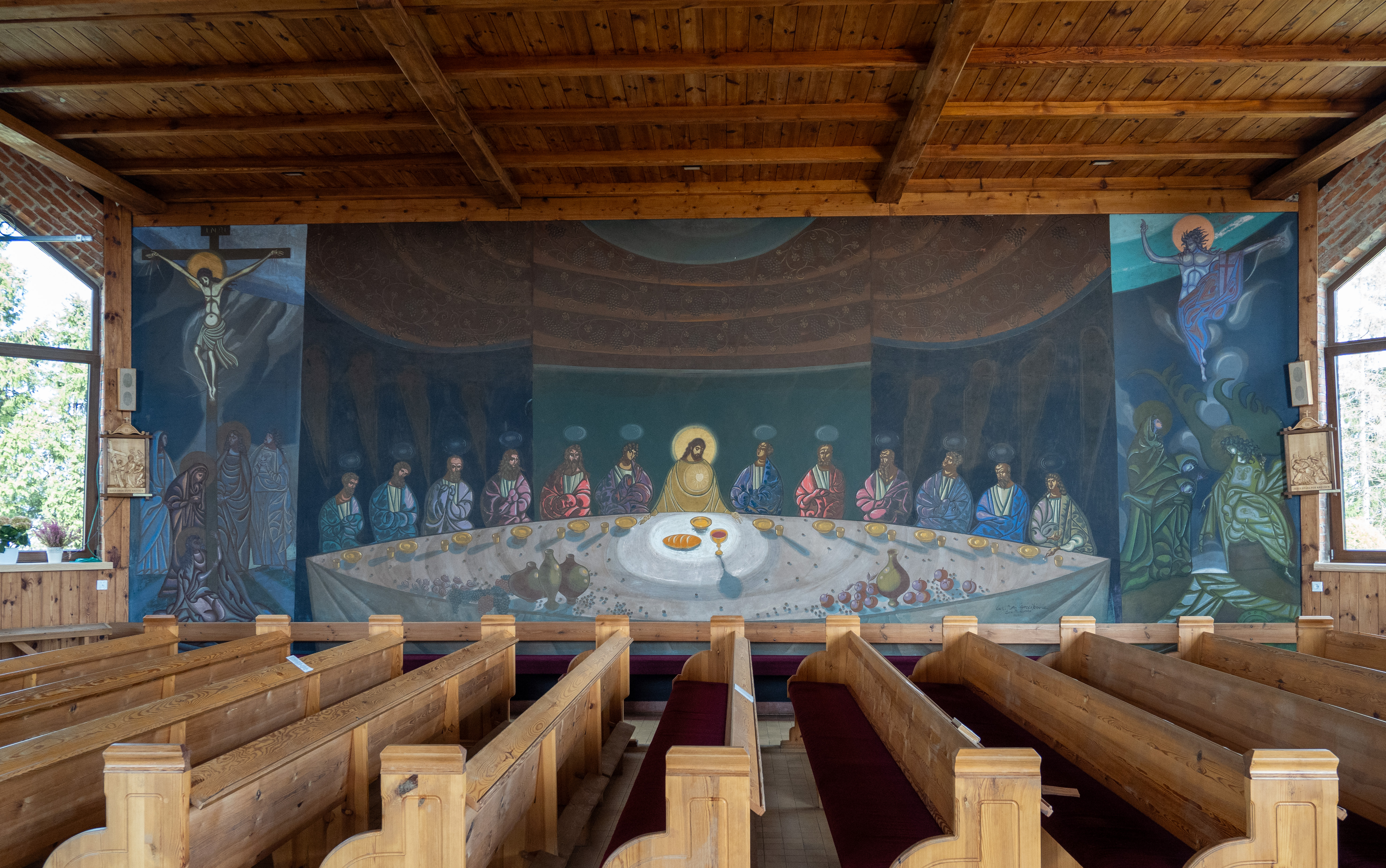
Obraz Ostatniej Wieczerzy po prawej stronie nawy głównej
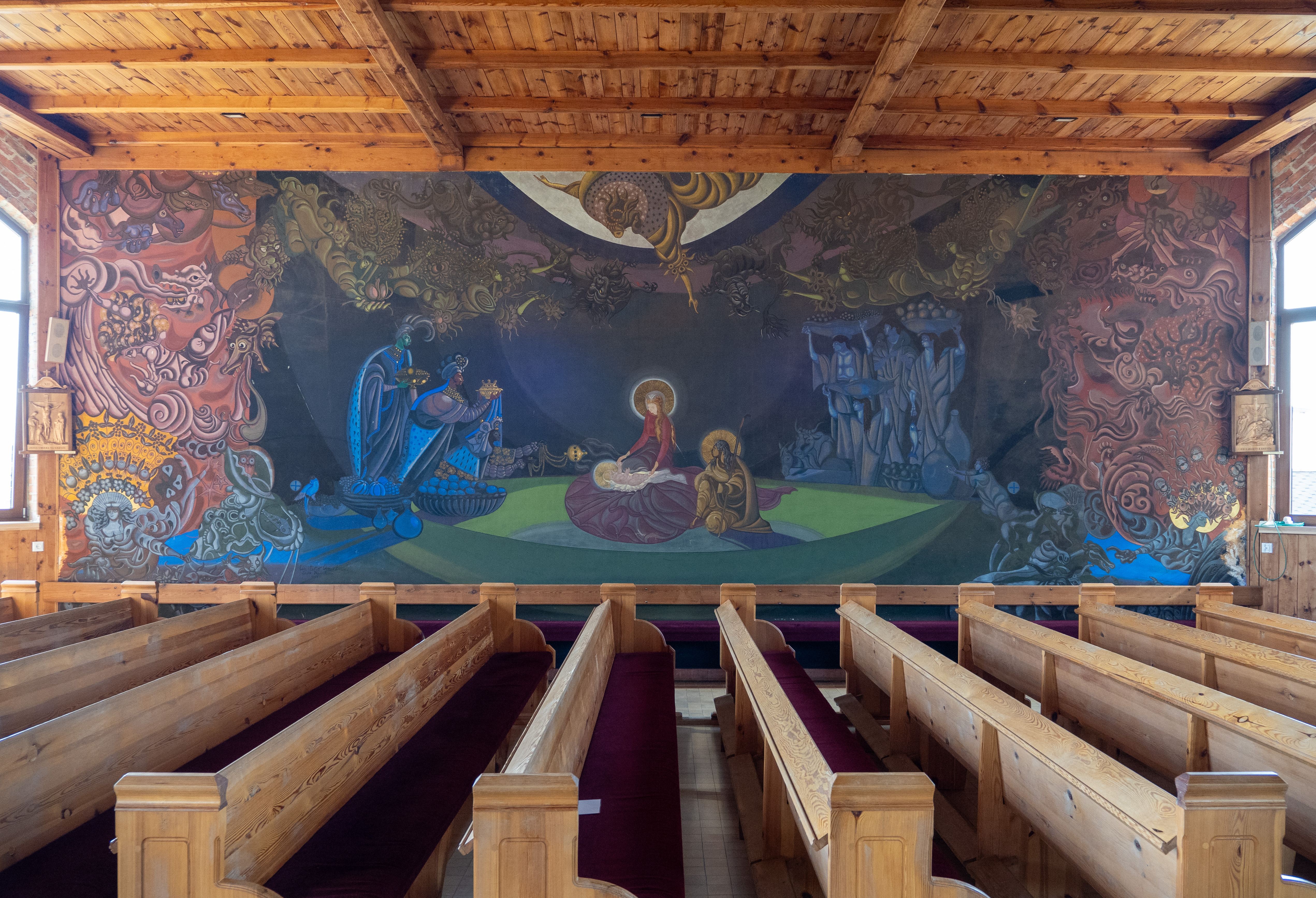
Obraz Pokłonu Trzech Króli po lewej stronie nawy głównej
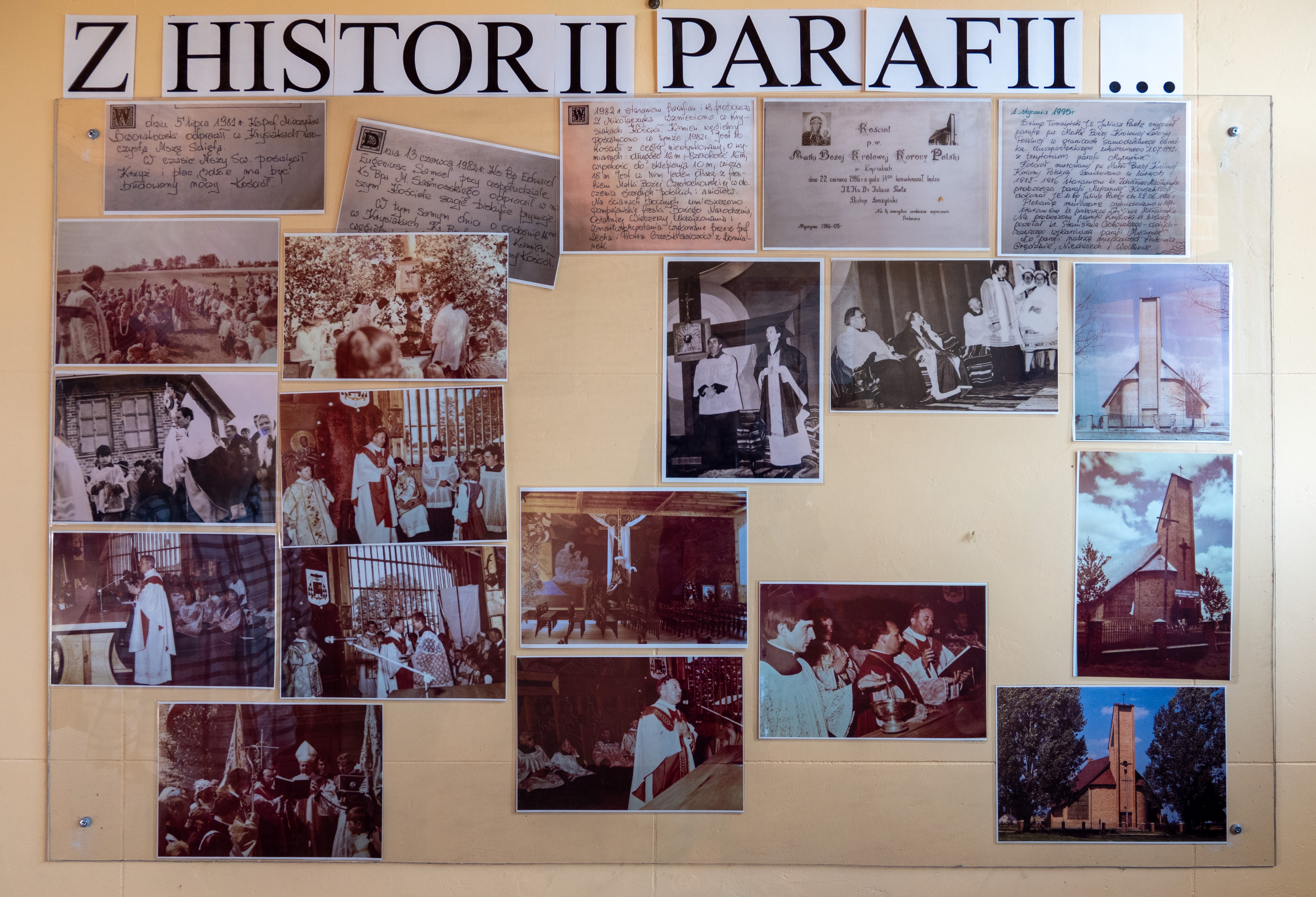
Historia parafii w formie gazetki ściennej

## Zasięg parafii
W granicach parafii znajdują się miejscowości:
- Krysiaki,
- Antonia,
- Grądzkie,
- Niedźwiedź,
- Wolkowe.